# Psychoanaleptique
Wikipédia ne donne pas d'avis médical : seul un professionnel (médecin, pharmacien, etc.) est habilité à le faire.
Les psychoanaleptiques ou psychostimulants sont des substances psychotropes considérées comme des excitants psychiques, qui accélèrent l'activité du système nerveux et stimulent l'humeur,.
Le terme est issu de la classification des psychotropes selon Delay et Deniker, ils comprennent :
- les nooanaleptiques tels que les stimulants de la vigilance (amphétamines) ;
- les thymoanaleptiques antidépresseurs tels que les stimulants de l'humeur (antidépresseurs) ;
- les stimulants divers tels que le khat et la caféine.

Les psychoanaleptiques constituent la classe ATC N06 de la classification internationale ATC. On peut les opposer aux psycholeptiques, qui sont quant à eux des sédatifs psychiques.